# Burger King
Burger King Corporation és una cadena de restaurants de menjar ràpid nord-americà. Neix a Miami el 1954, quan dos joves emprenedors anomenats James McLamore i David Egerton funden una hamburgueseria basada en un concepte diferent del que existia i que s'ha mantingut fins avui: «Ens sentim orgullosos de servir als nostres clients les millors hamburgueses i una varietat d'altres productes saborosos i saludables, cuinats a foc. Això és el que som»
L'hamburguesa és el producte principal de Burger King, com el nom indica, sent el Whopper i el Big King els seus productes principals, li segueixen les amanides i menjars amb carn de pollastre. El 2000 la companyia va decidir ampliar la seva oferta i va crear un menú vegetarià. El 2 de setembre de 2010, l'empresa va ser adquirida per l'empresa brasilera 3G Capital. És patrocinador oficial del Getafe CF, equip de la Primera Divisió (Lliga BBVA) de futbol d'Espanya.